# Nybondas
Nybondas (finska Uutela) är ett friluftsområde i Nordsjö distrikt i Helsingfors stad. 
Nybondas är en udde i östra Nordsjö och ett av de viktigaste sammanhängande friluftsområdena i Helsingfors. Det finns en fyra kilometer lång naturstig där bland annat strandklippor, olika skogstyper, ängar och betande kor kan beskådas. 
Områdets lättillgänglighet gör det populärt även bland mer avlägset bosatta personer; Nordsjö metrostation är belägen inom ett kort avstånd. 

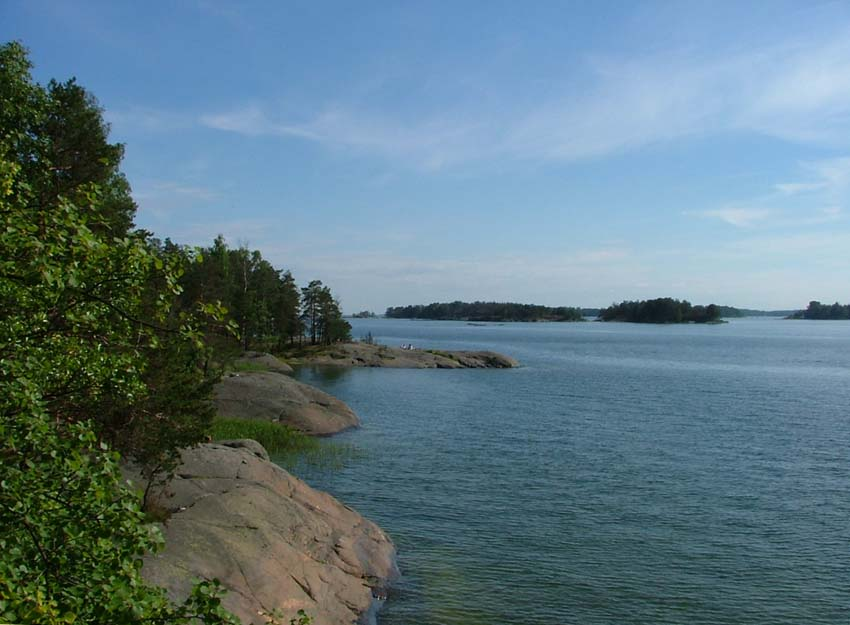
Strandklippor i Nybondas